# Ronaldo Carneiro de Morais
Ronaldo Carneiro de Morais, médico, pesquisador de  arqueologia, editor e escritor, autor de vários livros na área de história do Rio Antigo, pesquisador e um grande conhecedor do Parque Nacional da Tijuca, trabalhou no Centro Técnico de Arqueologia da Fundação Brasileira para a Conservação da Natureza por dez anos (F.B.C.N) (1980 a 1990), esta era chefiada pelo "Prof. Arqueólogo Carlos Manes Bandeira" e outros assistentes, como o "Prof. Egiptólogo Nilson Jose da Silva Souza" e o "Prof. Biólogo Sérgio Barboza Gonçalves", fez inúmeras pesquisas de campo, sendo ainda membro do conselho deliberativo de até 1990.Trabalhou em dezenas de projetos de pesquisa e no restauro de peças, tendo trabalhado em mais de quarenta sítios arqueológicos diferentes. 
Aficionado por fotografia organizou um acervo bastante representativo de imagens de várias regiões do Rio de Janeiro, fotografou desde a década de 70, diversos monumentos históricos do Rio de Janeiro. Fundou em 1984 junto com outros amigos a AEHG-RJ, Associação de Estudos Históricos e Geográficos do Rio de Janeiro. Esta tinha por objetivo levar o conhecimento que tinham sobre a geografia e história do Rio de Janeiro, a pessoas interessadas em conhecer mais profundamente o assunto.
Fez vários cursos de especialização em estudos históricos sobre o Rio Antigo, arqueologia e extensão em arqueologia. Detinha uma grande biblioteca em sua residência, onde cedia as mesmas para amigos que o procuravam em busca de informações sobre arqueologia, espeleologia, Rio Antigo, História do Brasil e História Geral da Humanidade. Nos últimos anos escreveu vários livros, alguns com o escritor André Luis Mansur mostrando os seus trabalhos de pesquisa sobre o Rio Antigo.
Em 2007, lança seu primeiro livro "Os Arquivos da Invasão - O Corsário Du Clerc e a Invasão do Rio de Janeiro em 1710.
| “ | Li muitos livros que citam o tema, o mais completo, no entanto, é "Os arquivos da invasão", do pesquisador Ronaldo Morais, que foi a fundo na sua pesquisa sobre a incrível aventura do corsário francês. | ” |
|   | — André Luis Mansur jornalista e escritor. |   |

Informações relevantes para a cultura
Graças a suas fotos e seus livros, podemos hoje conhecer um pouco, pelo menos em imagens, do que ainda resta de construções do passado do Rio de Janeiro, vários dos imóveis que ele pesquisou e fotografou já foram demolidos. Seu livro sobre a invasão francesa nos narra com detalhes pouco conhecidos, a expedição do Corsario Du Clerc, no século XVIII. Seu livro sobre as Vítimas da Inquisição no Rio de Janeiro, nos trás os horrores de um período de intolerância religiosa. Não podemos deixar de falar sobre o livro sobre Tiradentes e sua relação com o Rio de Janeiro.
Um dos últimos trabalhos foi em 2015, quando fez uma viagem junto com Eduardo Lima um vizinho e o amigo arqueólogo  "Luis Alexandre Franco Gonçales". ao Parque Arqueológico e Ambiental de São João Marcos, essa viagem ao parque acabou originando um livro sobre o mesmo.
Livros

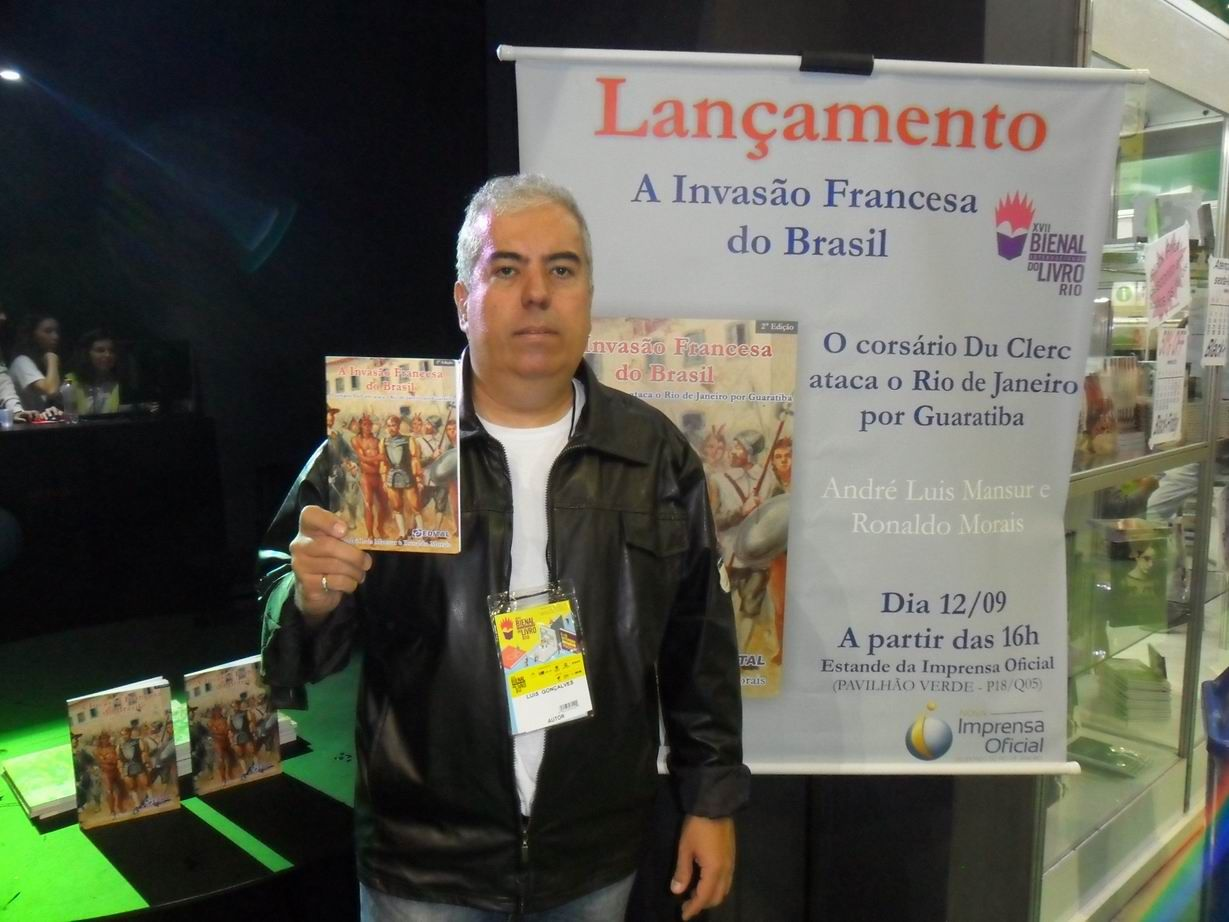
Lançamento do livro A Invasão Francesa do Brasil - Bienal do Rio de Janeiro

- 2007 - Os Arquivos da Invasão - O Corsário Du Clerc e a Invasão do Rio de Janeiro em 1710
- 2012 - Imagens do Rio Antigo Hoje  Os Bairros do Grande Méier (co-autor)[8]
- 2013 - Fragmentos do Rio Antigo (co-autor)[9][10]
- 2014 - Fragmentos do Rio Antigo - 2º edição (co-autor)[11][12]
- 2014 - Vítimas da Inquisição no Rio de Janeiro
- 2014 - A invasão Francesa do Brasil: O corsário Du Clerc ataca o Rio de Janeiro por Guaratiba (co-autor)
- 2015 - A Invasão Francesa do Brasil: O corsário Du Clerc ataca o Rio de Janeiro por Guaratiba - 2º edição (co-autor)[13][14]
- 2015 - Violê̂ncia no Rio Antigo: cárceres, punições e ocorrências diversas, 1503-1940 (co-autor)
- 2017 - Tiradentes Carioca: As Relações dos Inconfidentes Mineiros com o Rio de Janeiro - In Memóriam (co-autor)[15][16][17]